# Хефти, Нил
Нил Хефти (англ. Neal Hefti) — американский джазовый трубач, композитор, автор музыкальных тем и аранжировщик. Наибольшую известность получил за музыкальную тему телевизионного сериала «Бэтмен» в 1960-х годах.

## Биография
Нил Хефти родился 29 октября 1922 года в бедной семье в Хастингсе, Небраска. В возрасте 11 лет он начал играть на трубе, а в средней школе проводил летние каникулы, играя в местной группе. 
В 1939 году, ещё учась в школе North High, он написал аранжировку для песни местной группы «Mickey Mouse».
Он начал профессионально аранжировать в подростковом возрасте, сочинял и аранжировал, работая трубачом у Вуди Хермана, снабжая руководителя оркестра версиями «Woodchopper's Ball» и «Blowin' Up a Storm», а также сочинив «The Good Earth» и «Wild Root». Он покинул группу Германа в 1946 году и, сосредоточившись только на написании музыки, в 1950 году он начал сотрудничать с Каунтом Бэйси. 
Время от времени Хефти возглавлял свои собственные группы. Так, помимо работы с Бэйси, Хефти в 1950-х годах руководил собственным биг-бендом, в 1951 году в одной из этих групп вокалисткой была его жена Фрэнсис Уэйн. 
Он умер 11 октября 2008 года в Толука Лейк (Калифорния) в возрасте 85 лет и был похоронен на кладбище Голливуд-Хиллз.